# Bacteriocină
Bacteriocina este o peptidă sau o proteină de dimensiune mică. Bacteriocinele sunt produse atât de bacteriile de colorație Gram pozitive, cât și de bacteriile de colorație Gram negative. Ele pot avea mai multe roluri : 
- unelte pentru colonizarea anumitor nișe (spații deja ocupate) din tractul gastrointestinal;
- arme de atac (bacteriile dintr-o anumită specie pot elimina  bacterii din aceeași specie secretând bacteriocine);
- molecule de semnalizare. Într-o concertrație ridicată, bacteriocinele pot inhiba creșterea unor bacterii. Într-o concentrație mai scăzută ele pot intermedia comunicarea dintre bacterii, printr-un mecanism cunoscut și sub numele de sensibilitatea la cvorum.

Bacteriocinele au stârnit interesul comunității științifice datorită potențialului pe care îl au în a înlocui antibioticele.
Bacteriocinele au fost descoperite de către A. Gratia în anul 1925   El căuta noi metode de omorâre a bacteriilor, care au dus la descoperirea a noi antibiotice, dar și la descoperirea bacteriofagilor. Prima bacteriocină descoperită de A. Gratia a fost numită colicină, deoarece a omorât bacteria E. coli.

## Clasificarea bacteriocinelor
Bacteriocinele sunt clasificate după diferite criterii 
: 
- după tipul de bacterii care le produc: bacteriocine produse de bacteriile de colorație Gram pozitive și bacteriocine produse de bacteriile de colorație Gram negative
- după metoda în care omoară bacteriile: distrug membrana celulară, actionează precum o nuclează sau o deoxiribonuclează etc.
- după informația genetică: sunt codificate în plasmide de dimensiuni mici sau mari, sau sunt codificate cromozomal
- după metoda prin care sunt produse: sunt produse sau nu de ribozomi, suferă sau nu modificări post-translaționale

Bacteriocinele au fost grupate în mai multe clase
- Clasa I: este clasa lantibioticelor și include nisina, bacteriocina produsă de bacteriile care produc acid lactic.
- Clasa II: include bacteriocinele de mici dimensiuni, rezistente la temperaturi ridicate
- Clasa III: include bacteriocine de dimensiuni mari (>10 kDa), care nu sunt rezistente la schimbările de temperatură

### Baze de date
Există două baze de date dedicate bacteriocinelor BAGEL  și BACTIBASE.